# 우라소에시

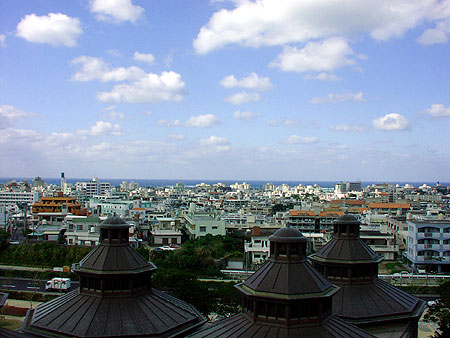
우라소에시 전경

우라소에시(일본어: 浦添市, 오키나와어: Urashī)는 일본 오키나와섬의 남부 지역과 중부 지역의 경계선에 위치하고 남쪽으로 나하시, 북쪽은 기노완시, 동쪽은 니시하라정에 인접하는 도시이다.

## 개요
나하시, 오키나와시, 우루마시에 뒤를 이어 오키나와현 제4의 규모를 가지는 시이다. 일본에서 가장 높은 출생률을 자랑하고 나하시와 인접하기 때문에 인구 증가세가 현저하며 인구밀도는 5,694명/km2(2007년 3월 31일 기준)으로 현내에서는 나하시에 이어 2번째로 높다. 현내에서도 상업, 공업이 활발한 도시이다.
12세기부터 14세기까지 약 220년 간 우라소에성을 중심으로 류큐국의 수도로 번창했다. 오키나와 전투 때는 우라소에부터 기노완에 걸쳐 일본군 중앙 사령부인 슈리성을 놓고 공방전이 벌어졌기 때문에 격전지가 되었다. 종전 후에 서해안 지구는 미군 기지가 되었다.

## 지리
오키나와섬의 남쪽에 위치하고 서쪽은 동중국해에 접하는 해안이며, 남쪽은 나하시, 북쪽은 기노완시, 동쪽은 니시하라정과 접하고 있다. 시역(월경지 포함)은 동서 8.4km, 남북 4.6km이고 북쪽을 정점으로 남서쪽과 남동쪽으로 펼쳐진 부채꼴 모양이다. 서쪽의 동중국해와 접하고 있는 곳은 미국 해병대의 병참기지 "마키미나토 보급 지구(캠프 킨스너, Camp Kinser)"가 차지하고 있다. 또 우라소에 부두·오키나와현 중앙 도매시장으로 사용되고 있는 이난세 지구는 월경지이다.

## 역사
우라소에의 역사는 길어서 13세기경에 등장하는 에이소 왕조의 중심지로 번창했고 14세기 말에 삿토 왕조가 쇼하시왕에 의해 멸망할 때까지 추잔 왕국의 수도였다. 태평양 전쟁 중인 1944년에 일본 육군 오키나와미나미 비행장이 건설되었지만 미군의 공격과 상륙을 맞아 비행기가 한 번도 날아오르지 못하고 방치된 채로 오키나와 전투가 끝났다. 종전 후 미군이 이 비행장을 점령했고 마키미나토 보급 기지를 건설해 현재까지도 주일 미군의 병참기지로 사용하고 있다.
종전 후에 나하시의 베드타운이 되어 인구가 급격하게 증가했다. 1970년에 우라소에촌에서 우라소에시가 되었고 1998년 1월에는 인구가 10만 명을 넘었다.

## 교통

### 도로
- 오키나와 자동차도
- 국도 58호선
- 국도 330호선

### 철도
- 오키나와 도시 모노레일선의 3개 역이 2019년 10월 1일에 영업을 개시했다.

## 자매 도시

### 일본 국내
- 아이치현 가마고리시(1981년 11월 4일)

### 해외
- 중국 푸젠성 취안저우시(1988년 9월 23일)